# 新川インターチェンジ
新川インターチェンジ（しんかわインターチェンジ）は、北海道札幌市北区新川にある札樽自動車道のハーフインターチェンジ。
上り線（小樽方向）出口、下り線（旭川・苫小牧方向）入口が設置されている。
札幌JCT方面から走行してきた場合、当ICが均一料金区間で利用できる最終ICであり（付近にはそのことを示す看板が複数設置されている）、IC出口付近で渋滞することが多かった。そこで、IC出口を2車線に増設し、国道5号への流出レーンを1車線増設する改良工事が行われ、2005年11月に供用開始された。

## 歴史
- 1992年（平成4年）9月30日 : 札幌西IC - 札幌JCT間の開通に伴い供用開始。
- 2002年（平成14年）: 新川IC入口1レーン増設し、付加車線追加[2]。
- 2005年（平成17年）11月1日 : 新川IC出口改良が供用開始[2]。

## 周辺
- MEGAドン・キホーテ新川店
- がちゃぽん札幌新川店
- キャッツアイ新川店
- 新琴似温泉 壱乃湯
- コーチャンフォー新川通り店
- 琴似川
- 工業団地
  - 新川地区工業団地
  - 発寒鉄工団地
  - 発寒鉄工関連団地
  - 発寒地区第2工業団地
  - 発寒地区第3工業団地
  - 発寒地区第4工業団地
  - 発寒木工団地

## 接続する道路
- 国道5号（札幌新道）
- 北海道道125号前田新川線（新川通）

## 料金所
入口
- ブース数：3
  - ETC専用：1
  - ETC/一般：1
  - 一般：1

出口
なし

## 隣
E5A 札樽自動車道
(3) 札幌北（第一）IC - (4) 札幌北（第二）IC - (5) 新川IC - (6) 札幌西IC/TB